# Saison 1969-1970 du FC Nantes
Chronologie
Saison précédente Saison suivante
La saison 1969-1970 du FC Nantes est la 27e saison de l'histoire du club nantais. Le club est engagé dans deux compétitions : la Division 1 (7e participation) et la Coupe de France (27e participation).

## Effectif et encadrement

### Tableau des transferts

#### Transferts du mercato d'été
| Nom                  | Nationalité | Poste     | Modalités | Provenance/Destination | Division           |
| -------------------- | ----------- | --------- | --------- | ---------------------- | ------------------ |
| Arrivées             |             |           |           |                        |                    |
| Alain Guéméné        | France      | Gardien   |           | FC Nantes rés.         | DH Atlantique (D4) |
| Bernard Gardon       | France      | Défenseur |           | Stade clermontois      | PH Auvergne (D5)   |
| Roger Lemerre        | France      | Défenseur |           | RC Paris-Sedan         | Division 1 (D1)    |
| Claude Arribas       | France      | Milieu    |           | FC Nantes rés.         | DH Atlantique (D4) |
| Allan Michaelsen     | Danemark    | Milieu    |           | Boldklubben 1903       | 1.Division (D1)    |
| Philippe Puech       | France      | Milieu    |           |                        |                    |
| Philippe Levavasseur | France      | Attaquant |           | RC Paris-Sedan         | Division 1 (D1)    |
| Départs              |             |           |           |                        |                    |
| André Castel         | France      | Gardien   |           | FC Nantes rés.         | DH Atlantique (D4) |
| Alain Bonnat         | France      | Défenseur |           |                        |                    |
| Robert Budzynski     | France      | Défenseur |           |                        |                    |
| René Le Lamer        | France      | Défenseur |           | AC Ajaccio             | Division 1 (D1)    |
| Claude Robin         | France      | Défenseur |           |                        |                    |
| Charles Dorn         | France      | Milieu    |           |                        |                    |
| Jean-Claude Suaudeau | France      | Milieu    |           | Retraite sportive      |                    |
| Alain Barret         | France      | Attaquant |           | OGC Nice               | Division 2 (D2)    |
| Jacques Contassot    | France      | Attaquant |           | FC Nantes rés.         | DH Atlantique (D4) |
| Christian Drouet     | France      | Attaquant |           | US Boulogne-sur-Mer    | Division 2 (D2)    |
| Jean-Claude Lanoé    | France      | Attaquant |           | FC Nantes rés.         | DH Atlantique (D4) |

#### Transferts hors mercato
| Nom                        | Nationalité | Poste   | Modalités  | Provenance/Destination | Division        |
| -------------------------- | ----------- | ------- | ---------- | ---------------------- | --------------- |
| Arrivées                   |             |         |            |                        |                 |
| Jean-Paul Bertrand-Demanes | France      | Gardien | (novembre) | Stade pauillacais      | ?               |
| Steen Rømer Larsen         | Danemark    | Milieu  | (janvier)  | Boldklubben 1903       | 1.Division (D1) |
| Départs                    |             |         |            |                        |                 |

## Matchs de la saison

### Division 1
| Date                       | Journée | Adversaire               | Lieu | Score | Buteurs du FC Nantes                                               | Class. | Affluence |
| -------------------------- | ------- | ------------------------ | ---- | ----- | ------------------------------------------------------------------ | ------ | --------- |
| Mercredi 6 août 1969       | J01     | FC Metz                  | Dom. | 1 - 0 | Courtin 20e                                                        |        | 14.185    |
| Samedi 9 août 1969         | J02     | AC Ajaccio               | Ext. | 1 - 2 | Blanchet 65e                                                       |        | 4.906     |
| Mercredi 13 août 1969      | J03     | AS Saint-Étienne         | Dom. | 2 - 2 | Blanchet 20e, Levavasseur 24e                                      |        | 23.411    |
| Mercredi 20 août 1969      | J04     | FC Rouen                 | Ext. | 0 - 1 | -                                                                  |        | 10.805    |
| Samedi 30 août 1969        | J05     | AS Angoulême             | Ext. | 2 - 2 | Blanchet 37e, Kervarrec 50e                                        |        | 8.293     |
| Mercredi 3 septembre 1969  | J06     | Stade rennais UC         | Dom. | 6 - 1 | Michel 5e, Jazdzyk 24e (csc), Levavasseur 40e 59e 73e, Courtin 82e |        | 13.149    |
| Vendredi 19 septembre 1969 | J07     | RC Strasbourg            | Ext. | 1 - 2 | Blanchet 43e                                                       |        | 15.472    |
| Samedi 27 septembre 1969   | J08     | Olympique lyonnais       | Dom. | 5 - 2 | Blanchet 13e 18e, Gondet 30e 65e, Levavasseur 36e                  |        | 14.790    |
| Samedi 4 octobre 1969      | J09     | Angers SCO               | Ext. | 3 - 0 | Levavasseur 46e 62e, Blanchet 65e                                  |        | 15.938    |
| Samedi 18 octobre 1969     | J10     | SEC Bastia               | Dom. | 2 - 1 | Blanchet 86e, Tejedor 88e (csc)                                    |        | 16.072    |
| Dimanche 26 octobre 1969   | J11     | RC Paris-Sedan           | Ext. | 0 - 4 | -                                                                  |        | 4.272     |
| Mercredi 5 novembre 1969   | J12     | Olympique de Marseille   | Dom. | 2 - 1 | Gondet 47e, Levavasseur 67e                                        |        | 22.003    |
| Samedi 15 novembre 1969    | J14     | Red Star FC              | Dom. | 1 - 1 | Gondet 37e                                                         |        | 10.074    |
| Dimanche 23 novembre 1969  | J15     | FC Girondins de Bordeaux | Ext. | 0 - 3 | -                                                                  |        | 10.835    |
| Samedi 29 novembre 1969    | J16     | Nîmes Olympique          | Dom. | 1 - 0 | Betton 76e (csc)                                                   |        | 7.922     |
| Dimanche 7 décembre 1969   | J17     | US Valenciennes-Anzin    | Ext. | 1 - 2 | C. Arribas 70e                                                     |        | 2.738     |
| Dimanche 21 décembre 1969  | J19     | FC Rouen                 | Dom. | 0 - 2 | -                                                                  |        | 9.045     |
| Dimanche 25 janvier 1970   | J20     | AC Ajaccio               | Dom. | 6 - 0 | Gondet 5e 40e, Michel 35e 84e, Pech 63e, Levavasseur 85e           |        | 7.939     |
| Dimanche 1er février 1970  | J21     | AS Angoulême             | Dom. | 1 - 1 | Levavasseur 1re                                                    |        | 12.870    |
| Dimanche 15 février 1970   | J22     | Stade rennais UC         | Ext. | 2 - 1 | Blanchet 17e 67e                                                   |        | 11.332    |
| Dimanche 22 février 1970   | J23     | RC Strasbourg            | Dom. | 0 - 1 | -                                                                  |        | 9.387     |
| Dimanche 8 mars 1970       | J24     | Olympique lyonnais       | Ext. | 5 - 2 | Blanchet 28e 52e 60e, Gondet 34e 65e                               |        | 5.511     |
| Samedi 14 mars 1970        | J25     | Angers SCO               | Dom. | 1 - 0 | Gondet 35e                                                         |        | 18.744    |
| Mercredi 1er avril 1970    | J26     | SEC Bastia               | Ext. | 2 - 3 | Blanchet 44e, Gondet 67e                                           |        | 3.200     |
| Mercredi 15 avril 1970     | J27     | RC Paris-Sedan           | Dom. | 2 - 2 | Blanchet 14e 23e                                                   |        | 8.201     |
| Mercredi 22 avril 1970     | J28     | Olympique de Marseille   | Ext. | 2 - 4 | Gondet 20e, Blanchet 86e                                           |        | 25.000    |
| Mercredi 13 mai 1970       | J29     | Red Star FC              | Ext. | 0 - 3 | -                                                                  |        | 5.664     |
| Mercredi 20 mai 1970       | J30     | FC Girondins de Bordeaux | Dom. | 1 - 1 | Gondet 48e                                                         |        | 5.737     |
| Mercredi 27 mai 1970       | J31     | Nîmes Olympique          | Ext. | 2 - 4 | Gondet 23e 51e                                                     |        | 8.000     |
| Mercredi 3 juin 1970       | J32     | US Valenciennes-Anzin    | Dom. | 1 - 2 | Eo 2e                                                              |        | 2.745     |
| Samedi 6 juin 1970         | J13     | FC Sochaux-Montbéliard   | Ext. | 3 - 0 | Michel 29e, Lemerre 59e, Eo 78e                                    |        | 4.232     |
| Mercredi 10 juin 1970      | J33     | FC Metz                  | Ext. | 2 - 2 | Pech 7e, Michel 49e                                                |        | 3.500     |
| Samedi 13 juin 1970        | J18     | AS Saint-Étienne         | Ext. | 3 - 2 | Kervarrec 20e, Michel 25e, Eo 34e                                  |        | 11.929    |
| Mercredi 17 juin 1970      | J34     | FC Sochaux-Montbéliard   | Dom. | 1 - 2 | Eo 60e                                                             |        | 2.000     |

### Coupe de France
| Date                    | Tour                    | TV | Adversaire            | Niveau           | Lieu   | Score | Buteurs du FCN                                                  | Affluence |
| ----------------------- | ----------------------- | -- | --------------------- | ---------------- | ------ | ----- | --------------------------------------------------------------- | --------- |
| Dimanche 8 février 1970 | 1/32e de finale         | -  | RC Lens               | CFA - Nord (D3)  | Neutre | 6 - 1 | Michaelsen 8e (pen.) 16e, Levavasseur 50e 57e 83e, Blanchet 73e | 4.271     |
| Samedi 28 février 1970  | 1/16e de finale         | -  | RC Strasbourg         | D1               | Neutre | 2 - 1 | Michaelsen 79e (pen.), Gondet 84e                               | 5.388     |
| Dimanche 22 mars 1970   | 1/8e de finale - aller  | -  | US Le Mans            | CFA - Ouest (D3) | Ext.   | 4 - 0 | Gondet 35e, Blanchet 35e, Pech 88e, Eo 90e (pen.)               | 8.925     |
| Vendredi 27 mars 1970   | 1/8e de finale - retour | -  | US Le Mans            | CFA - Ouest (D3) | Dom.   | 2 - 0 | Pech 14e, Gondet 26e                                            | 9.262     |
| Samedi 11 avril 1970    | 1/4 de finale - aller   | -  | Angers SCO            | D1               | Ext.   | 2 - 2 | Gondet 20e, Larsen 58e                                          | 13.283    |
| Samedi 18 avril 1970    | 1/4 de finale - retour  | -  | Angers SCO            | D1               | Dom.   | 2 - 0 | Blanchet 31e, Laguillez 82e                                     | 29.504    |
| Samedi 9 mai 1970       | 1/2 finale - aller      | -  | US Valenciennes-Anzin | D1               | Ext.   | 2 - 0 | Levavasseur 66e, Gondet 69e                                     | 11.907    |
| Samedi 16 mai 1970      | 1/2 finale - retour     | -  | US Valenciennes-Anzin | D1               | Dom.   | 0 - 0 | -                                                               | 17.387    |
| Dimanche 31 mai 1970    | Finale                  | -  | AS Saint-Étienne      | D1               | Neutre | 0 - 5 | -                                                               | 32.894    |

## Statistiques

### Statistiques collectives
| Compétition     | Débute au tour  | Termine | Matches joués | Gagnés | Nuls | Perdus | Buts pour | Buts contre | Différence |
| --------------- | --------------- | ------- | ------------- | ------ | ---- | ------ | --------- | ----------- | ---------- |
| Division 1      | -               | 10e     | 34            | 13     | 7    | 14     | 62        | 56          | +6         |
| Coupe de France | 1/32e de finale | Finale  | 9             | 6      | 2    | 1      | 20        | 9           | +11        |
| Total           | -               | -       | 43            | 19     | 9    | 15     | 82        | 65          | +17        |

### Statistiques individuelles
| N° | Pos. | Nat. | Nom                        | Division 1 | Division 1  | Division 1 | Division 1   | Coupe de France | Coupe de France | Coupe de France | Coupe de France | Total | Total       | Total  | Total        |
| N° | Pos. | Nat. | Nom                        | MJ         | But inscrit | Averti     | Carton rouge | MJ              | But inscrit     | Averti          | Carton rouge    | MJ    | But inscrit | Averti | Carton rouge |
| -- | ---- | ---- | -------------------------- | ---------- | ----------- | ---------- | ------------ | --------------- | --------------- | --------------- | --------------- | ----- | ----------- | ------ | ------------ |
|    | G    |      | Jean-Paul Bertrand-Demanes | 3          | -           |            |              | -               | -               |                 |                 | 3     | -           |        |              |
|    | G    |      | Jean-Michel Fouché         | 29         | -           |            |              | 9               | -               |                 |                 | 38    | -           |        |              |
|    | G    |      | Alain Guéméné              | 2          | -           |            |              | -               | -               |                 |                 | 2     | -           |        |              |
|    | D    |      | Raynald Denoueix           | 1          | -           |            |              | -               | -               |                 |                 | 1     | -           |        |              |
|    | D    |      | Gabriel De Michèle         | 31         | -           |            |              | 9               | -               |                 |                 | 40    | -           |        |              |
|    | D    |      | Vincent Estève             | 23         | -           |            |              | 8               | -               |                 |                 | 31    | -           |        |              |
|    | D    |      | Bernard Gardon             | 5          | -           |            |              | -               | -               |                 |                 | 5     | -           |        |              |
|    | D    |      | Jean-Luc Laguillez         | 14         | -           |            |              | 1               | 1               |                 |                 | 15    | 1           |        |              |
|    | D    |      | Roger Lemerre              | 32         | 1           |            |              | 9               | -               |                 |                 | 41    | 1           |        |              |
|    | D    |      | Jean-Claude Osman          | 33         | -           |            |              | 9               | -               |                 |                 | 42    | -           |        |              |
|    | M    |      | Claude Arribas             | 10         | 1           |            |              | 1               | -               |                 |                 | 11    | 1           |        |              |
|    | M    |      | Georges Eo                 | 27         | 4           |            |              | 4               | 1               |                 |                 | 31    | 5           |        |              |
|    | M    |      | Allan Michaelsen           | 13         | -           |            |              | 8               | 3               |                 |                 | 21    | 3           |        |              |
|    | M    |      | Henri Michel               | 28         | 6           |            |              | 8               | -               |                 |                 | 36    | 6           |        |              |
|    | M    |      | Michel Pech                | 21         | 3           |            |              | 9               | 2               |                 |                 | 30    | 5           |        |              |
|    | M    |      | Philippe Puech             | 1          | -           |            |              | -               | -               |                 |                 | 1     | -           |        |              |
|    | A    |      | Bernard Blanchet           | 29         | 14          |            |              | 9               | 3               |                 |                 | 38    | 17          |        |              |
|    | A    |      | Paul Courtin               | 21         | 2           |            |              | -               | -               |                 |                 | 21    | 2           |        |              |
|    | A    |      | Philippe Gondet            | 24         | 14          |            |              | 9               | 5               |                 |                 | 33    | 19          |        |              |
|    | A    |      | Patrice Kervarrec          | 10         | 2           |            |              | -               | -               |                 |                 | 10    | 2           |        |              |
|    | A    |      | Steen Rømer Larsen         | 8          | -           |            |              | 4               | 1               |                 |                 | 12    | 1           |        |              |
|    | A    |      | Philippe Levavasseur       | 30         | 12          |            |              | 6               | 4               |                 |                 | 36    | 16          |        |              |

### Buteurs
| N° | Pos. | Nat. | Nom                  | Division 1 | Coupe de France | Total |
| -- | ---- | ---- | -------------------- | ---------- | --------------- | ----- |
|    | A    |      | Philippe Gondet      | 14         | 5               | 19    |
|    | A    |      | Bernard Blanchet     | 14         | 3               | 17    |
|    | A    |      | Philippe Levavasseur | 12         | 4               | 16    |
|    | M    |      | Henri Michel         | 6          | -               | 6     |
|    | M    |      | Georges Eo           | 4          | 1               | 5     |
|    | M    |      | Michel Pech          | 3          | 2               | 5     |
|    | M    |      | Allan Michaelsen     | -          | 3               | 3     |
|    | A    |      | Paul Courtin         | 2          | -               | 2     |
|    | A    |      | Patrice Kervarrec    | 2          | -               | 2     |
|    | M    |      | Claude Arribas       | 1          | -               | 1     |
|    | D    |      | Jean-Luc Laguillez   | -          | 1               | 1     |
|    | D    |      | Roger Lemerre        | 1          | -               | 1     |
|    | A    |      | Steen Rømer Larsen   | -          | 1               | 1     |
|    |      |      | csc                  | 3          | -               | 3     |
|    |      |      | Total                | 62         | 20              | 82    |

## Sélectionnés en équipe nationale
Bernard Blanchet: 1
Allan Michaelsen: 5 (1 but)
Henri Michel: 6 (1 but)

## Affluences
L'affluence à domicile du FC Nantes atteint un total :
- de 198 274 spectateurs en 17 rencontres de Division 1, soit une moyenne de 11 663/match.
- de 56 153 spectateurs en 3 rencontres de Coupe de France, soit une moyenne de 18 718/match.

Affluence du FC Nantes à domicile